# Sâncraiu
Sâncraiu é uma comuna romena localizada no distrito de Cluj, na região histórica da Transilvânia. A comuna possui uma área de 56.83 km² e sua população era de 1700 habitantes segundo o censo de 2007.